# Sása (okres Revúca)
Sása (německy Sachsa bei Großsteffelsdorf, maďarsky Szásza) je obec na Slovensku v okrese Revúca, která leží v jihovýchodní části Slovenského krasu.

## Historie
První písemná zmínka o obci (tehdy s názvem Zazteluk) je z roku 1262. První osídlení obce se váže k saské kolonizaci, od které pochází i její název. Obyvatelé se zabývali prací v lese a na pastvinách, později také pálili dřevěné uhlí a vápno, povozničili a pracovali v okolních dolech.

## Pamětihodnosti
- Evangelický kostel, jednolodní stavba s půlkruhovým ukončením presbytáře, bez věže; pochází z roku 1787. V roce 1809 vyhořel. V roce 1854 prošel obnovou a byl klasicistně upraven. Z tohoto období pochází neobarokní oltář s obrazem Krista v Getsemanské zahradě. Varhanní pozitiv je klasicistní z dílny Kiseľovců z roku 1809. Interiér je plochostropý, presbytář je zaklenutý konchou. Fasády kostela jsou hladké s půlkruhově ukončenými okny. Průčelí má nárožní zaoblení, je členěno lizénami s bosováním a ukončeno štítem s pilastry, prolamovanou římsou a trojúhelníkovým štítem s tympanonem. U kostela se nachází na půdorysu čtverce samostatně stojící zvonice z 19. století. Zvonice má dřevěnou otevřenou nástavbu a jehlancovou helmici.